# Сельниково
Сельниково — деревня в Московской области России, входит в Коломенский городской округ. Население — 936 чел. (2010).
Во второй половине XIX века деревня входила в Маливскую волость Егорьевского уезда. В 2005-2017 гг. входила в Заруденское сельское поселение Коломенского муниципального района, с 2017 до 2020 гг. — в Коломенский городской округ.

## Население
| 2002 | 2006 | 2010 |
| ---- | ---- | ---- |
| 885  | ↗930 | ↗936 |